# إل سي إيه فيجن
إن شركة إل سي آيه فيچن (LCA-Vision) هي المتعهد لعمليات اقتطاع القرنية لتصحيح الانكسار في الولايات المتحدة تحت علامة ليزك بلس التجارية. واعتبارًا من أكتوبر 2010، تمتلك شركة إل سي آيه فيچن وتدير 54 مركزًا لعمليات تصحيح الإبصار بالليزر إضافة إلى المقر الرئيسي لليزك بلس في الولايات المتحدة وكندا. وتقوم الشركة بإجراء عمليات الليزك التقليدية وعمليات اقتطاع القرنية لتصحيح الانكسار وعلاج الرؤية الأحادية لتصحيح قصر النظر وطول النظر والاستجماتيزم، والحد من آثار طول النظر الشيخوخي. ووفقًا للشركة، فقد تم إجراء مليون عملية تصحيح إبصار بالليزر في مراكز ليزك بلس للبصريات منذ عام 1991.

## خلفية تاريخية
تأسست شركة مراكز الليزر الأمريكية، وهي الشركة السالفة لشركة إل سي آيه فيچن، عام 1986. وكانت الشركة تعمل كمنظمة إدارية محترفة لمساعدة المستشفيات والمراكز الطبية في الولايات المتحدة في إدارة برامج الليزر والجراحات البسيطة.
وفي عام 1991، بعد فترة قصيرة من تاريخ الموافقة على أول جهاز ليزر يقوم بإجراء عملية تصحيح الرؤية بالليزر في كندا، بدأت شركة إل سي آيه فيچن بتطبيق إمكاناتها في تشغيل الليزر في مجال الجراحة الانكسارية للعين، وبشكل خاص في اقتطاع القرنية لتصحيح الانكسار (PRK)، وهي عملية يتم من خلالها استخدام الليزر لتصحيح قصر النظر وأمراض العين الأخرى. وفي 1995، وافقت إدارة الغذاء والدواء (FDA) على تقنية اقتطاع القرنية لتصحيح الانكسار في الولايات المتحدة. وفي ديسمبر 1995، افتتحت شركة إل سي آيه فيچن مركزها الأول لتصحيح الرؤية باستخدام الليزر في الولايات المتحدة بمقر الشركة بمدينة سينسيناتي  ولقد أسس هذه الشركة ويديرها ستيفن جوفي، وهو جراح ممارس عام وأستاذ متفرغ في جامعة المركز الصحي الأكاديمي بمدينة سينسيناتي. ولأنه كان أول من دافع عن تطبيق تقنية الليزر في المجال الطبي، فقد أسس شركة لأجهزة الليزر ثم تلاها بشركة لإدارة الجراحة بالليزر في المستشفيات والمراكز الطبية عبر جميع أنحاء الولايات المتحدة.
وفي يناير 1996، بدأ تداول الأسهم العامة لشركة إل سي فيچن في سوق ناسداك سمول كاب تحت رمز إل سي آيه في (LCAV). وبحلول نهاية القرن، أصبحت شركة إل سي آيه فيچن ثالث أكبر شركة ذات ملكية عامة لتصحيح الرؤية في الولايات المتحدة، واصبح لها 21 مقراً في الولايات المتحدة ومقران في كندا. واستمرت الشركة أيضًا في توفير برامج جراحة الليزر وجراحات الحد الأدنى من التدخل الجراحي في المستشفيات والمراكز الطبية.
في عام 1997، وافقت إدارة الغذاء والدواء على تقنية تمنح إجراءات أكثر تقدمًا لمرضى العيادات الخارجية في عمليات تصحيح الرؤية بالليزر وتصحيح تحدب القرنية بالليزر (LASIK)، ولعلاج قصر النظر باستخدام الإكزيمر ليزر. وفي غضون عام واحد من موافقة إدارة الغذاء والدواء، أصبحت عمليات اقتطاع القرنية لتصحيح الانكسار أقل شيوعًا بكثير بعدما تم تطوير عمليات تصحيح تحدب القرنية بالليزر، وهو إجراء سمح للمريض بتصحيح الرؤية من دون الحاجة إلى الانتظار المفرط للشفاء من آثار العملية.
في أغسطس 1997، أكملت شركة إل سي آيه فيچن أول عملية استحواذ ضخمة عن طريق شراء مراكز تصحيح الرؤية بالليزر التابعة لشركة سوميت تكنولوجي وشركة ريفراكتيف سنترز إنترناشونال.
في يوليو 1999، قدمت الشركة اسم «ليزك بلاس» في مركزها لتصحيح الرؤية في بالتيمور، ميريلاند.

## شراكات إل سي آيه-في
في التاسع من ديسمبر عام 2009، أعلنت شركة ليزك بلس شراكتها مع مشروع المحارب الجريح لتقديم جراحات تصحيح الرؤية بالليزر مجانًا للمحاربين القدامى بالحربية الأمريكية ولزوجاتهم/مقدمي الرعاية لهم بين جميع أفراد الأمة.
وقد تم تنظيم ذلك الإجراء عن طريق الشراكة بين ليزك بلس ومشروع المحارب الجريح ومؤسسة فيشر هاوس. وحتى الآن، قدمت الشراكة عمليات مجانية لتصحيح الرؤية بالليزر لما يزيد عن 70 محاربًا وسبعة من مقدمي الرعاية عبر البلاد.

## وصلات خارجية
- lasikplus.com (needs Flash)